# Priming (geheugen)
Priming is het verschijnsel dat een stimulus een snellere of sterkere respons in het brein oproept als die stimulus eerder waargenomen is. Priming wordt beschouwd als een van de manifestaties van het impliciete, of niet-declaratieve geheugen. 
Bij tests met woorden, letters en klanken worden doorgaans twee vormen van priming onderscheiden, namelijk repetitie-priming en semantische priming. Bij repetitie-priming berust de prestatieverbetering in de testfase louter op herhaling van dezelfde stimulus. Bij semantische priming daarentegen berust het priming-effect op betekenisverwantschap: men reageert bijvoorbeeld sneller bij het woord appel als in de studiefase het woord peer voorkwam. De verklaring hiervan is dat het woord peer in het brein de semantische categorie vrucht heeft gereactiveerd, waardoor woorden uit dezelfde categorie sneller worden verwerkt.

## Experimenten
In een typisch priming-experiment krijgen proefpersonen eerst een lijst van woorden of voorwerpen te zien. Dit wordt de studeerfase genoemd. Om te vermijden dat zij de items proberen te onthouden, krijgen zij de opdracht deze te beoordelen, bijvoorbeeld op aantrekkelijkheid, kleur of grammaticale aspecten. Daarna krijgen de proefpersonen in een testfase een soortgelijke lijst te zien, waarbij de helft van de items afkomstig is uit de lijst van de studeerfase. Een mogelijke opdracht voor de proefpersonen is de woorden zo snel mogelijk na te zeggen. De reacties zijn dan doorgaans sneller voor de herhaalde dan niet herhaalde woorden. Een andere variant is de lexicale decisietaak waarbij men moet beslissen of het aangeboden woord in de testfase een echt woord of een pseudowoord betreft.

## Klinische aspecten
Amnesiepatiënten blijken in primingtaken doorgaans even goed te presteren als gezonde proefpersonen. Dit komt doordat amnesie meestal een gevolg is van beschadigingen van gebieden in de mediotemporale cortex, zoals de hippocampus of de direct aangrenzende gebieden. Priming berust echter op een directe activatie van representaties in netwerken van de cortex zelf, zonder tussenkomst van de hippocampus. Er zijn aanwijzingen dat dit vooral gebieden in de hersenen betreft waar perceptuele representaties zijn opgeslagen, zoals de visuele en auditieve gebieden van vooral de rechterhersenhelft. De Amerikaanse psycholoog Daniel Schacter spreekt hier van een perceptueel representatiesysteem (PRS). Het PRS  ontwikkelt zich in een vroege levensfase en blijkt goed bestand te zijn tegen de gevolgen van veroudering. 
De betrokkenheid van perceptuele delen van de cortex werd onder andere bevestigd door onderzoek aan patiënt M.S. van Gabrieli. Bij M.S. waren delen van de extrastriate visuele cortex in de rechterhersenhelft chirurgisch verwijderd in verband met behandeling van epilepsie. Hij had een normaal expliciet geheugen, maar scoorde zeer slecht in een test voor perceptuele priming. Bij repetitie-priming is vooral de rechterhersenhelft betrokken, bij semantische priming blijkt ook de linkerhersenhelft actief te zijn.